# Berzsenyi Lénárd
Egyházasberzsenyi Berzsenyi Lénárd (Nemesmagasi, 1805. november 6. – Nemesmagasi, 1886. szeptember 17.) honvéd ezredes, Berzsenyi Dániel harmadfokú unokatestvére.
Ügyvédi pályára készült, de apja halála miatt 1825-ben nem folytatta tanulmányait és belépett a 9. (Miklós) huszárezredbe. 1832-ben századkapitánnyá, 1846-ban őrnaggyá léptették elő. 1848 nyarán ezredével hazavezényelték Morvaországból.
Szeptembertől részt vett a Josip Jelačić elleni hadműveletekben. Októbertől ezredével csatlakozott a magyar honvédséghez. Novembertől a honvédség pótlovazási felügyelője volt, majd 1849 januárjától ezrede Perczel Mór hadtestéhez beosztott osztályának parancsnoka. Harcolt a január 22-ei szolnoki és a január 25-ei ceglédi ütközetekben, ezért február elején alezredessé léptették elő. Május elejétől huszárezredének parancsnoka lett, a hónap közepétől ezredesi rangban. Júniusban Görgei a II. hadtest parancsnokává nevezte ki, de ő a megbízást nem fogadta el, ezért végül a VII. hadtest lovashadosztályának parancsnoka lett.
A világosi fegyverletétel után Aradon előbb golyó általi halálra, majd tizennyolc év várfogságra ítélték. Az olmützi várbörtönben portrésorozatot készített fogolytársairól. 1857 elején kegyelmet kapott. Ettől kezdve haláláig Vas vármegyei birtokán gazdálkodott.  A kemenesmagasi temetőben nyugszik, sírhelyét a Nemzeti Emlékhely és Kegyeleti Bizottság „A” kategóriában a Nemzeti sírkert részévé nyilvánította.